# Lochousice
Lochousice är en ort i Tjeckien.   Den ligger i regionen Plzeň, i den västra delen av landet, 110 km väster om huvudstaden Prag. Lochousice ligger 401 meter över havet och antalet invånare är 116.
Terrängen runt Lochousice är platt, och sluttar österut. Runt Lochousice är det ganska tätbefolkat, med 96 invånare per kvadratkilometer. Närmaste större samhälle är Stříbro, 11,2 km nordväst om Lochousice. Trakten runt Lochousice består till största delen av jordbruksmark.